# Campionato europeo dei piccoli stati maschile under 20 di pallavolo
Il campionato europeo dei piccoli stati maschile under 20 di pallavolo è una competizione pallavolistica, organizzata dalla CEV, per squadre nazionali europee di stati con meno di un milione di abitanti, riservata a giocatori con un'età inferiore di 20 anni.

## Edizioni
| Edizione      | Edizione      | Podio       | Podio       | Podio            |
| Anno          | Organizzatore | Campione    | Seconda     | Terza            |
| ------------- | ------------- | ----------- | ----------- | ---------------- |
| 2006 Dettagli | Liechtenstein | Cipro       | Lussemburgo | San Marino       |
| 2008 Dettagli | Malta         | Lussemburgo | Cipro       | San Marino       |
| 2012 Dettagli | Scozia        | Cipro       | Lussemburgo | Scozia           |
| 2014 Dettagli | Lussemburgo   | Scozia      | Lussemburgo | Irlanda del Nord |
| 2016 Dettagli | Cipro         | Cipro       | Lussemburgo | Scozia           |

## Medagliere
| Pos. | Squadra          | 1º posto | 2º posto | 3º posto | Totale |
| ---- | ---------------- | -------- | -------- | -------- | ------ |
| 1    | Cipro            | 3        | 1        | -        | 4      |
| 2    | Lussemburgo      | 1        | 4        | -        | 5      |
| 3    | Scozia           | 1        | -        | 2        | 3      |
| 4    | San Marino       | -        | -        | 2        | 2      |
| 5    | Irlanda del Nord | -        | -        | 1        | 1      |